# Liga dos Campeões da CONCACAF de 2014–15 – Fase Final
A Fase Final da Liga dos Campeões da CONCACAF de 2014–15 foi disputada a partir do dia 24 de fevereiro até 29 de abril de 2015. Um total de oito times participaram desta fase.

## Equipes classificadas
Os vencedores de cada grupo da fase de grupos se classificou para a fase final.
| Grupo | Vencedores      |
| ----- | --------------- |
| 1     | Pachuca         |
| 2     | Saprissa        |
| 3     | Montreal Impact |
| 4     | D.C. United     |
| 5     | Olimpia         |
| 6     | Alajuelense     |
| 7     | Herediano       |
| 8     | América         |

## Chaveamento
O chaveamento para a fase final é determinado pela classificação na fase de grupos. Os cruzamentos ocorrem da seguinte forma: 1º vs. 8º, 2º vs. 7º, 3º vs. 6º, 4º vs. 5º.
| Chave | Equipe          | P  | J | V | E | D | GP | GC | SG  |
| ----- | --------------- | -- | - | - | - | - | -- | -- | --- |
| 1     | D.C. United     | 12 | 4 | 4 | 0 | 0 | 6  | 1  | +5  |
| 2     | América         | 10 | 4 | 3 | 1 | 0 | 19 | 3  | +16 |
| 3     | Herediano       | 10 | 4 | 3 | 1 | 0 | 11 | 4  | +7  |
| 4     | Montreal Impact | 10 | 4 | 3 | 1 | 0 | 6  | 2  | +4  |
| 5     | Pachuca         | 9  | 4 | 3 | 0 | 1 | 17 | 8  | +9  |
| 6     | Olimpia         | 9  | 4 | 3 | 0 | 1 | 12 | 5  | +7  |
| 7     | Saprissa        | 7  | 4 | 2 | 1 | 1 | 7  | 4  | +3  |
| 8     | Alajuelense     | 6  | 4 | 1 | 3 | 0 | 4  | 3  | +1  |

## Esquema
|  | Quartas-de-final     | Quartas-de-final | Quartas-de-final | Quartas-de-final |   |                      | Semifinais               | Semifinais               | Semifinais               | Semifinais               |  |         | Final                     | Final                     | Final                     | Final                     |  |  |
|  |                      |                  |                  |                  |   |                      | 17 de março – 9 de abril | 17 de março – 9 de abril | 17 de março – 9 de abril | 17 de março – 9 de abril |  |         | 22 de abril – 29 de abril | 22 de abril – 29 de abril | 22 de abril – 29 de abril | 22 de abril – 29 de abril |  |  |
|  |                      |                  |                  |                  |   |                      |                          |                          |                          |                          |  |         |                           |                           |                           |                           |  |  |
|  | Olimpia              | 1                | 0                | 1                |   |                      |                          |                          |                          |                          |  |         |                           |                           |                           |                           |  |  |
|  | Herediano            | 1                | 2                | 3                |   |                      |                          |                          |                          |                          |  |         |                           |                           |                           |                           |  |  |
|  | Herediano            | 1                | 2                | 3                |   | Herediano            | 3                        | 0                        | 3                        |                          |  |         |                           |                           |                           |                           |  |  |
|  |                      |                  |                  |                  |   | Herediano            | 3                        | 0                        | 3                        |                          |  |         |                           |                           |                           |                           |  |  |
|  |                      | América          | 0                | 6                | 6 |                      |                          |                          |                          |                          |  |         |                           |                           |                           |                           |  |  |
|  | Saprissa             | América          | 0                | 6                | 6 | 0                    | 0                        | 0                        |                          |                          |  |         |                           |                           |                           |                           |  |  |
|  | Saprissa             |                  |                  |                  |   | 0                    | 0                        | 0                        |                          |                          |  |         |                           |                           |                           |                           |  |  |
|  | América              | 3                | 2                | 5                |   |                      |                          |                          |                          |                          |  |         |                           |                           |                           |                           |  |  |
|  | América              | 3                | 2                | 5                |   |                      |                          |                          |                          |                          |  | América | 1                         | 4                         | 5                         |                           |  |  |
|  |                      |                  |                  |                  |   |                      |                          |                          |                          |                          |  | América | 1                         | 4                         | 5                         |                           |  |  |
|  |                      | Montreal Impact  | 1                | 2                | 3 |                      |                          |                          |                          |                          |  |         |                           |                           |                           |                           |  |  |
|  | Pachuca              | Montreal Impact  | 1                | 2                | 3 | 2                    | 1                        | 3                        |                          |                          |  |         |                           |                           |                           |                           |  |  |
|  | Pachuca              |                  |                  |                  |   | 2                    | 1                        | 3                        |                          |                          |  |         |                           |                           |                           |                           |  |  |
|  | Montreal Impact (gf) | 2                | 1                | 3                |   |                      |                          |                          |                          |                          |  |         |                           |                           |                           |                           |  |  |
|  | Montreal Impact (gf) | 2                | 1                | 3                |   | Montreal Impact (gf) | 2                        | 2                        | 4                        |                          |  |         |                           |                           |                           |                           |  |  |
|  |                      |                  |                  |                  |   | Montreal Impact (gf) | 2                        | 2                        | 4                        |                          |  |         |                           |                           |                           |                           |  |  |
|  |                      | Alajuelense      | 0                | 4                | 4 |                      |                          |                          |                          |                          |  |         |                           |                           |                           |                           |  |  |
|  | Alajuelense          | Alajuelense      | 0                | 4                | 4 | 5                    | 1                        | 6                        |                          |                          |  |         |                           |                           |                           |                           |  |  |
|  | Alajuelense          |                  |                  |                  |   | 5                    | 1                        | 6                        |                          |                          |  |         |                           |                           |                           |                           |  |  |
|  | D.C. United          | 2                | 2                | 4                |   |                      |                          |                          |                          |                          |  |         |                           |                           |                           |                           |  |  |

## Quartas de final
As partidas de ida foram disputadas entre 24 e 26 de fevereiro de 2015. Já as partidas de volta foram disputadas entre 3 e 5 de março de 2015.
| Equipe 1    | Total    | Equipe 2        | 1.º jogo | 2.º jogo |
| ----------- | -------- | --------------- | -------- | -------- |
| Alajuelense | 6–4      | D.C. United     | 5–2      | 1–2      |
| Saprissa    | 0–5      | América         | 0–3      | 0–2      |
| Olimpia     | 1–3      | Herediano       | 1–1      | 0–2      |
| Pachuca     | 3–3 (gf) | Montreal Impact | 2–2      | 1–1      |

Todos os horários em (UTC−5).

### Partidas de ida
| 24 de fevereiro de 2015 | Olimpia         | 1 – 1     | Herediano | Estádio Tiburcio Carías Andino, Tegucigalpa |
| 20:00                   | Estupiñán 45+1' | Relatório | Lagos 58' | Árbitro: USA Jair Marrufo                   |

| 24 de fevereiro de 2015 | Pachuca                    | 2 – 2     | Montreal Impact | Estádio Hidalgo, Pachuca |
| 22:00                   | Olvera 57' · Nahuelpan 68' | Relatório | Duka 25', 53'   | Árbitro: PAN John Pitti  |

| 25 de fevereiro de 2015 | Saprissa | 0 – 3     | América                        | Estádio Ricardo Saprissa Aymá, San José |
| 21:00                   |          | Relatório | Aguilar 79' · Peralta 81', 85' | Árbitro: USA Mark Geiger                |

| 26 de fevereiro de 2015 | Alajuelense                                                       | 5 – 2     | D.C. United                  | Estádio Alejandro Morera Soto, Alajuela |
| 20:00                   | Rodríguez 16' (pen) · Ortiz 22', 54' · Venegas 27' · McDonald 90' | Relatório | Espíndola 25' · Birnbaum 90' | Árbitro: MEX Roberto García             |

### Partida de volta
| 3 de março de 2015 | Montreal Impact | 1 – 1     | Pachuca        | Estádio Olímpico, Montreal                  |
| 20:00              | Porter 90+4'    | Relatório | Cano 80' (pen) | Público: 38 104 Árbitro: CRC Henry Bejarano |

3–3 no placar agregado. Montreal Impact avançou a próxima fase pela regra do gol fora de casa.
| 4 de março de 2015 | D.C. United                       | 2 – 1     | Alajuelense | RFK Stadium, Washington, D.C. |
| 20:00              | Arrieta 36' · Espíndola 89' (pen) | Relatório | Venegas 72' | Árbitro: GUA Walter López     |

Alajuelense venceu 6–4 no placar agregado e avançou a próxima fase.
| 4 de março de 2015 | América                       | 2 – 0     | Saprissa | Estádio Azteca, Cidade do México |
| 22:00              | José Guerrero 43' · Mares 80' | Relatório |          | Árbitro: SLV Joel Aguilar        |

América venceu por 5–0 no placar agregado e avançou a próxima fase.
| 5 de março de 2015 | Herediano                | 2 – 0     | Olimpia | Estádio Eladio Rosabal Cordero, Heredia |
| 20:00              | Granados 47' · Lagos 64' | Relatório |         | Árbitro: MEX Paul Delgadillo            |

Herediano venceu por 3–1 no placar agregado e avançou a próxima fase.

## Semifinais
| Equipe 1        | Total    | Equipe 2    | 1.º jogo | 2.º jogo |
| --------------- | -------- | ----------- | -------- | -------- |
| Montreal Impact | 4–4 (gf) | Alajuelense | 2–0      | 2–4      |
| Herediano       | 3–6      | América     | 3–0      | 0–6      |

Todos os horários em (UTC−4).

### Partidas de ida
| 17 de março de 2015 | Herediano                           | 3 – 0     | América | Estádio Eladio Rosabal Cordero, Heredia |
| 22:00               | Ramírez 53' · Ruíz 69' · Hansen 82' | Relatório |         | Árbitro: PAN John Pitti                 |

| 18 de março de 2015 | Montreal Impact          | 2 – 0     | Alajuelense | Estádio Olímpico, Montreal                |
| 20:00               | Piatti 10' · Cabrera 14' | Relatório |             | Público: 33 675 Árbitro: USA Jair Marrufo |

### Partidas de volta
| 7 de abril de 2015 | Alajuelense                                         | 4 – 2     | Montreal Impact            | Estádio Alejandro Morera Soto, Alajuela |
| 22:00              | Gabas 46' (pen), 60' · Guevara 79' · McDonald 90+3' | Relatório | McInerney 42' · Romero 72' | Árbitro: SLV Joel Aguilar               |

4–4 no placar agregado. Montreal Impact avançou a final pela regra do gol fora de casa.
| 8 de abril de 2015 | América                                                 | 6 – 0     | Herediano | Estádio Azteca, Cidade do México |
| 22:00              | Quintero 4' · Benedetto 8', 19', 26', 32' · A. Díaz 85' | Relatório |           | Árbitro: GUA Walter López        |

América venceu por 6–3 no placar agregado e avançou a final.

## Finais
| Equipe 1 | Total | Equipe 2        | 1.º jogo | 2.º jogo |
| -------- | ----- | --------------- | -------- | -------- |
| América  | 5–3   | Montreal Impact | 1–1      | 4–2      |

Todos os horários em (UTC−4).

### Partida de ida
| 22 de abril de 2015 | América     | 1 – 1     | Montreal Impact | Estádio Azteca, Cidade do México |
| 21:00               | Peralta 89' | Relatório | Piatti 16'      | Árbitro: HON Héctor Rodríguez    |

### Partida de volta
| 29 de abril de 2015 | Montreal Impact           | 2 – 4     | América                               | Estádio Olímpico, Montreal                  |
| 20:00               | Romero 8' · McInerney 89' | Relatório | Benedetto 50', 66', 81' · Peralta 64' | Público: 61 004 Árbitro: CRC Henry Bejarano |